# Гурбера
Гурбера (фр. Gourbera) насеље је и општина у југозападној Француској у региону Аквитанија, у департману Ланд која припада префектури Дакс.
По подацима из 2011. године у општини је живело 365 становника, а густина насељености је износила 13,16 становника/km². Општина се простире на површини од 27,73 km². Налази се на средњој надморској висини од 65 метара (максималној 84 m, а минималној 26 m).

## Демографија
| 1962. | 1968. | 1975. | 1982. | 1990. | 1999. | 2011. |
| ----- | ----- | ----- | ----- | ----- | ----- | ----- |
| 160   | 179   | 197   | 215   | 243   | 256   | 365   |

График промене броја становника у току последњих година